# Nokia DX200
Nokia DX200, digital telefonväxel utvecklad under ledning av Keijo Olkkola och tillverkad av Nokia
DX200 var en viktig del i Nokias stora exportframgångar inom telekommunikation från dess lansering 1979 och framåt. Nokia fick stora exportframgångar över hela världen tack vare DX200 och kunde därmed bli till en av de marknadsledande tillsammans med de framgångar man haft inom mobiltelefonin. Systemet utvecklades under hela 1970-talet av ett team ingenjörer under ledning av Keijo Olkkola och var under långa perioder mycket nära att läggas ner. 1977 bildades Telefenno som var ett samarbete mellan statliga Televa och Nokia och utvecklingen hamnade under det nya bolaget. 1979 testades systemet och efter ett första misslyckande kom succén när ett andra försök lyckades 1980. Under 1980-talet blev man marknadsledare i Finland varpå en stor export tog vid över hela världen. 